# 小約翰

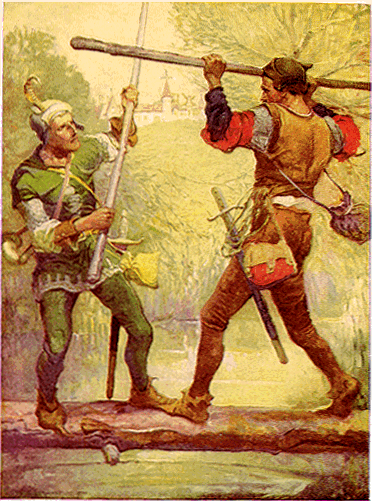
羅賓漢（左）與小約翰（右）。

小約翰（英語：Little John）是英國傳說中俠盜羅賓漢的副手，也是羅賓漢一夥的副指揮官。
小約翰的形象是一個壯碩大漢，與羅賓漢相遇時以在木橋上以長棍決鬥而結識。